# Ахмад I (дей Алжиру)
Ахмад I (араб. أحمد الأول; д/н —1698) — 5-й дей Алжиру в 1695—1698 роках.

## Життєпис
Відомостей про нього обмаль. Відомо, що його батька звали Аль-Хаджи. Можливо сам здійснив хадж до Мекки. 1695 року після вбивства дея Шабана обирається новим володарем Алжиру. Ймовірно, був представником арабско-берберського ополчення.
Мусив боротися з повстаннями яничар та інтригами в дивані, де все ще значну вагу мали раїси (чільники) піратських флотилій. 1698 року загинув внаслідок змови. Новим деєм обрали Бабу-Хасана.